# Locanda del Gallo
La locanda del Gallo, nota anche come Albergo della Vacca, è una vecchia locanda di Roma, nel rione Regola, che si trova all'angolo di Vicolo del Gallo con Via dei Cappellari, ad uno degli angoli di Campo de' Fiori.

## Storia
Probabilmente l'edificio più famoso di Campo dei Fiori, questa vecchia locanda, che all'epoca non aveva accesso diretto alla piazza, fu acquisita nel XV secolo da Vannozza Cattanei, l'amante di papa Alessandro VI Borgia quando questi era ancora cardinale, e poi madre di Lucrezia, Cesare, Giovanni e Goffredo, tutti nati sul posto. Cesare divenne celebre per la sua astuzia e i suoi incessanti tentativi di creare un regno per se stesso (Machiavelli lo descrisse il prototipo del principe italiano ne "Il Principe") e Lucrezia per la sua bellezza e lo scandalo del presunto uso del veleno per eliminare il suo secondo marito. Ancora oggi l'edificio reca lo stemma di famiglia di Vannozza. È inquartato: nel primo cantone un toro ("la vacca", da cui l'altro nome della locanda), e al quarto con tre fasce, entrambi elementi dello stemma dei Borgia; nel secondo e terzo è ripetuta una combinazione con un leone rampante (arma dei Cattanei) e un leone in partenza (arma di Carlo Canale, il terzo marito di Vannozza) e inoltre un compasso, il cui riferimento non è chiaro. Vannozza era proprietaria di una locanda nell'altro lato della via.
All'inizio di via dei Cappellari, all'angolo della Locanda, c'è un'edicola religiosa che raffigura una Madonna del XVIII secolo di grandi dimensioni, nota come Madonna dell'Immacolata, conservata in una cornice riccamente decorata con rami, foglie, garofani, gigli, conchiglie e altri fiori di stucco in basso rilievo. Sotto, in un piccolo cartiglio di marmo, l'iscrizione dedicatoria: "TOTA PULC(H)RA ES ET MACULA NON EST IN TE" ("Sei tutta bella e in te non c'è macchia").

## Galleria d'immagini

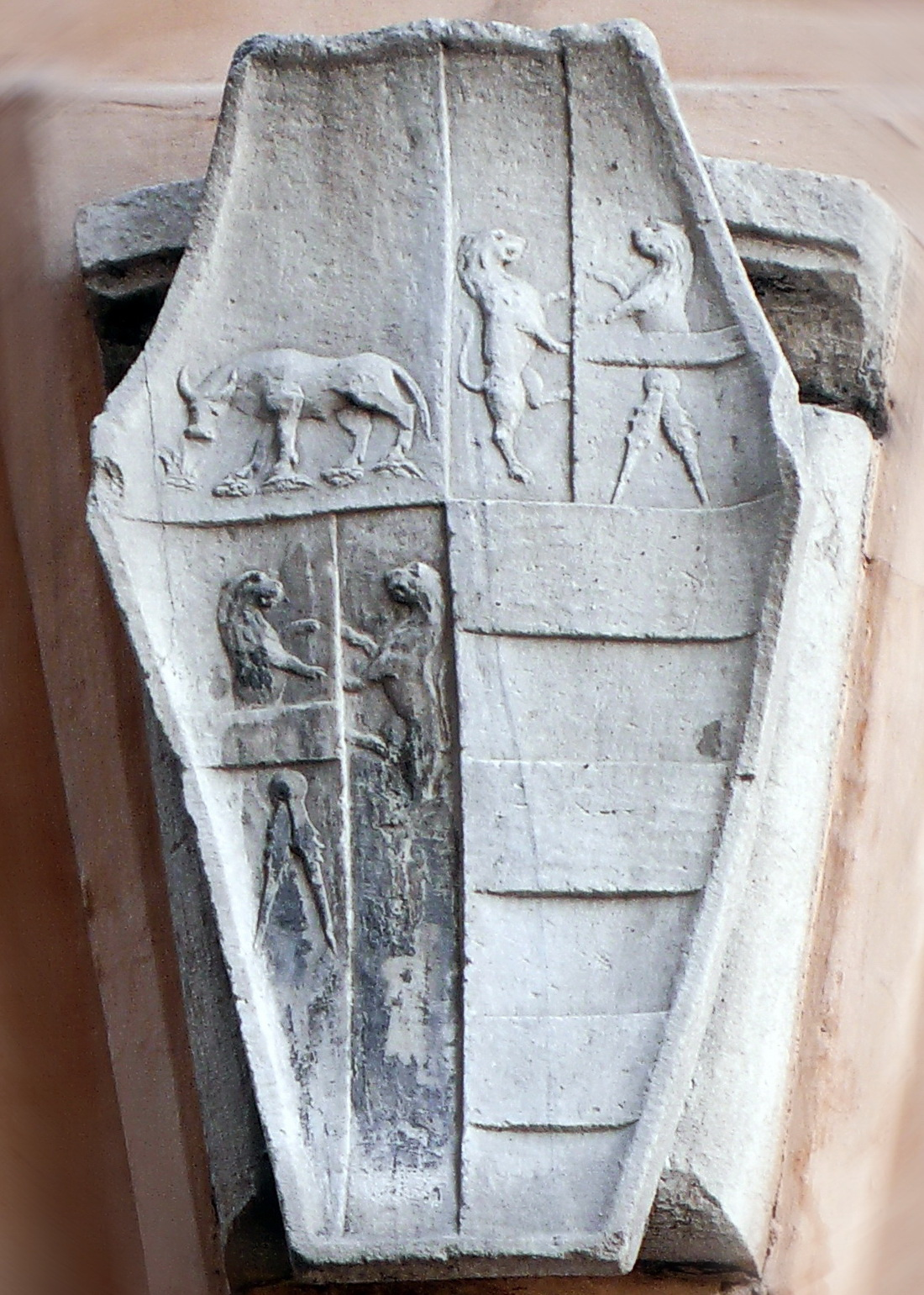
Stemma su Vicolo del Gallo.
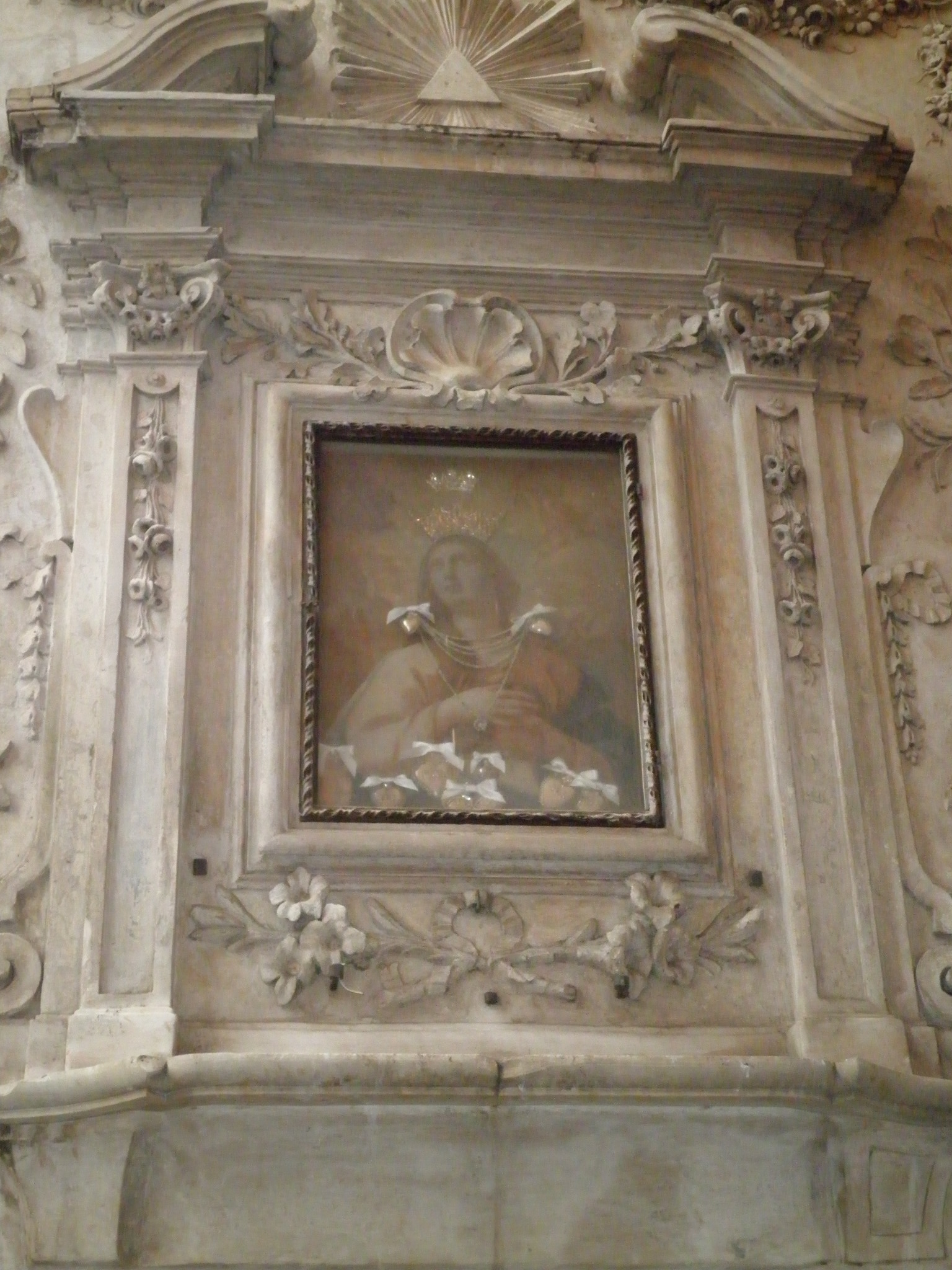
Madonna dell'Immacolata, all'angolo di via dei Cappellari.